# Les Choses de l'amour
 (novembre 2009).
Si vous disposez d'ouvrages ou d'articles de référence ou si vous connaissez des sites web de qualité traitant du thème abordé ici, merci de compléter l'article en donnant les références utiles à sa vérifiabilité et en les liant à la section « Notes et références ».
Cet article concerne la chanson de Dalida. Pour le film de 1973, voir Les Choses de l'amour (film, 1973). Pour le film de 1989, voir Les Choses de l'amour (film, 1989).
Singles de Dalida
Avec le temps
(1971) Jésus kitsch
(1972)
Les Choses de l'amour est le cinquième et dernier 45 tours extrait de l'album Une vie... de Dalida. Sorti au début de l'année 1972, le 45 tours est réédité une seconde fois avec sa face A passée en face B et Chantez les voix (signée Michel Sardou) éliminée au profit de Mamina.
La chanson sera traduite en italien (Credo nell amore) et en espagnol (La cosas del amor) et trouvera même sa place sur les toutes premières compilations de Dalida sorties en cd (The Best of Dalida: Volume 2).
En 1997, la chanson sera remixée et incluse à l’album L'an 2005.

## Premier pressage (IS45707)
- Les choses de l'amour - 3 min 10 s (Michaele/Paul de Senneville)
- Chantez les voix - 4 min 24 s (Michel Sardou/Jacques Revaux)

## Second pressage (IS45708)
- Mamina - 2 min 40 s (Mya Simille/Michel Delancray-Pascal Danel)
- Les choses de l'amour - 3 min 10 s (Michaele/Paul de Senneville)